# Vižovlje
Vižovlje – wieś w Chorwacji, w żupanii krapińsko-zagorskiej, w gminie Veliko Trgovišće. W 2011 roku liczyła 237 mieszkańców.